# Лужна (гмина)
Гмина Лужна (пол. Gmina Łużna)  —  сельская гмина (волость) в Польше, входит как административная единица в Горлицкий повет,  Малопольское воеводство. Население — 8153 человека (на 2004 год).

## Демография
Данные по переписи 2004 года:
| Перепись                         | Всего   | Всего | Женщины | Женщины | Мужчины | Мужчины |
| -------------------------------- | ------- | ----- | ------- | ------- | ------- | ------- |
| Единицы                          | человек | %     | человек | %       | человек | %       |
| Население                        | 8153    | 100   | 4065    | 49,9    | 4088    | 50,1    |
| Плотность населения (чел./кв.км) | 145     | 145   | 72,3    | 72,3    | 72,7    | 72,7    |

## Сельские округа
1. Бесна
2. Лужна
3. Мшанка
4. Шалёва
5. Воля-Лужаньска
6. Бесник

## Соседние гмины
1. Гмина Бобова
2. Гмина Горлице
3. Гмина Грыбув
4. Гмина Мощеница